# NGC 2939
NGC 2939 je galaksija u zviježđu Lavu.

## Vanjske poveznice
- SEDS: NGC 2939